# Manfred Thiel
Manfred Thiel (* 27. Juni 1917 in Görlitz; † 22. März 2014 in Heidelberg) war ein deutscher Philosoph und Dichter sowie Gründer und Geschäftsführer des Elpis-Verlages, in dem fast alle seine Bücher erschienen sind.

## Leben
Manfred Thiel stammte aus einer großbürgerlichen Familie und studierte an den Universitäten Freiburg, Berlin, Bonn und am Ende bei Karl Jaspers in Heidelberg, bei dem er auch promovierte. Er wirkte von 1947 an als Schriftführer der bei Springer erscheinenden Zeitschrift Studium Generale. Nach deren Einstellung 1971 begann er, als Privatgelehrter an seinem vielbändigen Werk Methode zu arbeiten, in dem er gegen das bekannte zentrale Werk Wahrheit und Methode des Heidelberger Philosophen Hans-Georg Gadamer anschrieb, den er hinter der Einstellung der Zeitschrift vermutete. Neben seinen philosophischen Werken schrieb er auch Lyrik, übersetzte aus dem Französischen, polemisierte und gab die Autobiographie von Werner Peiner heraus, von dem er ein Gemälde besaß. Thiel, der in den 1980er Jahren einen Heidelberger Musikpreis für sein Klavierspiel gewonnen hatte, starb in einem evangelischen Pflegeheim.

## Werke
- Die Umstilisierung der Wissenschaft und die Krise der Welt. C. Winter Verlag, Heidelberg, 1958
- Martin Heidegger. Sein Werk – Aufbau und Durchblick. Elpis Verlag, Heidelberg, 1977. ISBN 3-921806-02-X
- Dichtung und Erfahrung. Elpis Verlag, Heidelberg, 1977
- Nietzsche. Ein analytischer Aufbau seiner Denkstruktur. Elpis Verlag, Heidelberg, 1980 ISBN 3-921806-06-2
- Emerson oder Die große Musik der Idee. Elpis Verlag, Heidelberg, 1982
- Marx, Engels, Lenin, Stalin. Eine analytische Gesamtdarstellung. Elpis Verlag, Heidelberg, 1982 ISBN 3-921806-09-7 (Band I) ISBN 3-921806-11-9 (Band II)
- Karl Jaspers – Deutschlands Weg in die Emanzipation. Zwei Bände. Elpis Verlag, Heidelberg, 1986. ISBN 3-921806-23-2 (Band I) ISBN 3-921806-24-0 (Band II)
- Prolegomena zu einer Philosophie der Unmittelbarkeit. Zwei Bände. Elpis Verlag, Heidelberg, 1987
- Immanuel Kant. Versuch einer analytischen Darstellung des unbekannten Kant. Elpis Verlag, Heidelberg, 1997, ISBN 3-921806-57-7
- Giordano Bruno. Der Philosoph in Flammen. Eine analytische Darstellung. Elpis Verlag, Heidelberg, 2002 ISBN 3-921806-66-6
- Der Islam. Eine philosophische Konzentration des Korans in wortwörtlicher Darstellung. Elpis Verlag, Heidelberg 2004
- Ein Künstlerleben in Sturm und Stille. Eine Autobiographie von Werner Peiner. Herausgegeben und eingeleitet von Manfred Thiel. Elpis Verlag, Heidelberg, 2004, ISBN 3-921806-68-2